# 塔吉克斯坦
塔吉克斯坦共和国，简称塔吉克斯坦，是一个位于中亚地区的内陆国，与阿富汗、烏茲別克斯坦、吉尔吉斯斯坦和中华人民共和国接壤。首都跟最大城市為杜尚別。
现在构成塔吉克斯坦的领土以前是几个古代文化的发源地，包括新石器时代和青铜时代的萨拉子目城 ，后来是不同信仰和文化的人统治的王国，包括巴克特里亚·马尔吉亚纳文明体、安德罗诺沃文化、佛教、基督教景教、印度教、拜火教、摩尼教和伊斯兰教。该地区曾被许多政权统治，包括阿契美尼德帝国、萨珊帝国、嚈哒帝国、萨曼帝国、蒙古帝国、帖木儿帝国、布哈拉汗国、俄罗斯帝国和苏联。在苏联境内，该国的现代边界是在1929年成为正式的苏维埃共和国之前，作为乌兹别克斯坦一个自治共和国划定的。
1991年9月9日，在苏联解体之际，塔吉克斯坦宣布自己为独立的主权国家。独立后几乎立即进行了一场内战，从1992年持续到1997年。自战争结束后，新建立的政治稳定和外国援助使该国的经济得以增长。自1994年以来，该国一直由埃莫马利·拉赫蒙总统领导。
塔吉克斯坦是一个由四个一级行政区组成的總統制共和國。塔吉克斯坦的大部分人口属于塔吉克族，他们讲塔吉克語——第一官方语言。塔吉克斯坦是与阿富汗和伊朗并列的三个波斯语国家之一。俄语被用作民族间的官方语言。虽然国家在宪法上是世俗的，但96%的人口在名义上都信奉伊斯兰教。在戈尔诺-巴达赫尚州，尽管人口稀少，但语言却非常多样化，鲁沙尼语、舒格南语、伊什卡希米语、瓦罕语和塔吉克语是其中的几种语言。山区覆盖了全国90%以上的面积。它是一个发展中国家，经济处于过渡期，高度依赖外汇、铝和棉花生产。塔吉克斯坦是联合国、独联体、欧安组织、伊斯兰合作组织、经济合作组织、上海合作组织和集体安全条约组织的成员，同时也是北约的和平伙伴。

## 历史
塔吉克人為中亚的一支古老民族。
- 公元前6世纪到公元前4世纪，属阿契美尼德帝国；
- 公元前3世纪到公元前2世纪，属亞歷山大希腊帝國 - 巴克特里亚王国以及帕提亚帝国；
- 公元1-4世纪，属贵霜王朝；
- 公元4-6世纪，属嚈哒帝国；
- 公元224-651年，属波斯萨珊王朝；
- 公元661-750年，属伍麥亞王朝；
- 公元750-1258年，属阿拔斯王朝；
- 9世纪到11世纪，属塔希尔王朝和萨曼王朝，基本上形成塔吉克部落。
- 13世纪，被蒙古帝國的鞑靼人征服；
- 14世纪到15世纪，属帖木兒帝國统治；
- 16世纪起，加入布哈拉汗国；
- 17世纪中后期起 公元1755年之后，准噶尔汗国被清朝所灭，其所有领地尽归清朝
- 1868年起，北部并入俄國；
- 19世纪末，东南部之蔥嶺（現為自治州）原为清朝领土，被俄羅斯帝國佔領。1912年，中華民國北洋政府将帕米尔高原西边的「噴赤河」定為中國的极西点；
- 1919年，全境建立苏维埃政权。1924年10月14日，成立塔吉克苏维埃社会主义自治共和国，属乌兹别克。1929年10月，成立塔吉克苏维埃社会主义共和国，加入苏联；
- 1990年，发表主权宣言。1991年9月9日，宣布独立，称塔吉克斯坦共和国，同年12月21日加入独联体；
- 1992年5月發生内战，1997年6月签订停战协议。

## 地理
国家位于中亚的东南部，面积143,100平方公里。素有“山地之国”的称号，山区占总面积的93%。一半以上的地区海拔高于3,000米，只有不足7%的可耕地。帕米尔高原的伊斯梅尔·索莫尼峰是全国最高点，海拔为7,495米。群山上那些冰川和积雪融化时，形成了条条奔腾不息的河流。

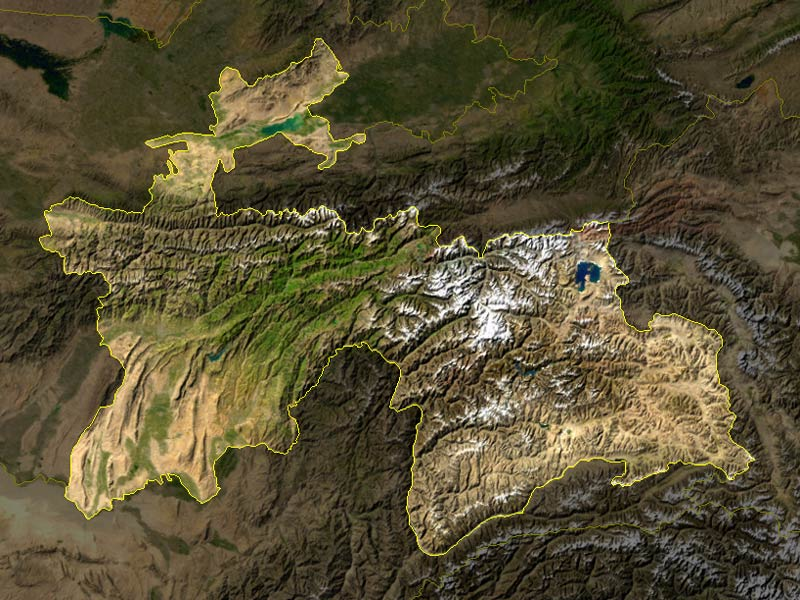
衛星所拍攝的塔吉克地形圖

温带大陆性气候，温差大；年降水量150～700毫米。

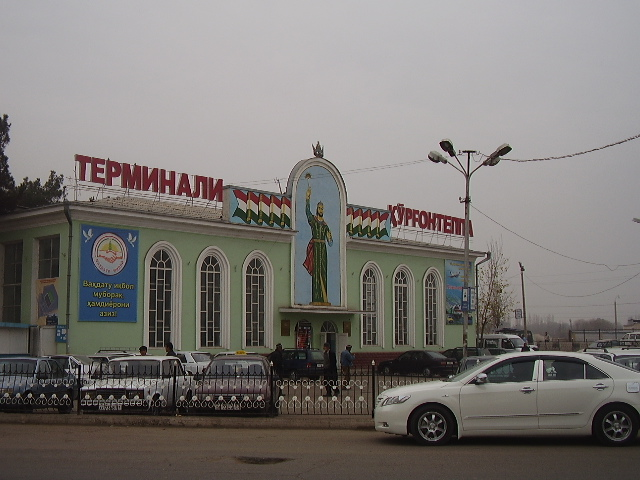
首都車站

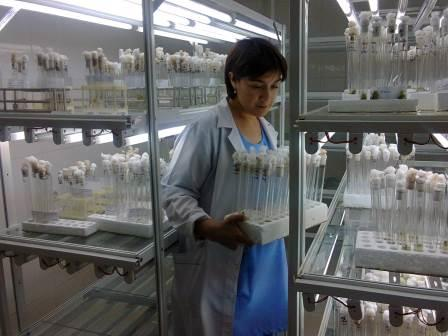
農業大學的實驗室

### 领土争议
在清朝全盛时期，帕米尔高原全境属于清朝所管辖，1890年间，俄英两国签定英俄协定，由英国取得瓦罕帕米尔，俄国取得北部。目前除东部倾斜坡仍为中国大陸所管辖外，大部分属于塔吉克斯坦，只有瓦罕帕米尔属于阿富汗。中华民国成立以后，因處於戰亂時期，帕米尔高原始终无法有效统治。但中华民国政府始终将帕米尔高原西边的喷赤河视为是中国的极西点。
在1960年代中华人民共和国与阿富汗签订边界条约，正式承认放弃瓦罕帕米尔。1990年代塔吉克斯坦独立，在签订条约时也承认放弃帕米尔北境，中国极西点向东移至今日位置。
中國和塔吉克于2010年4月27日签订的《中华人民共和国和塔吉克斯坦共和国政府关于中塔国界线的勘界议定书》，塔方实际控制下的1,158平方公里土地划归中方。2011年1月，为解決和中华人民共和国之間的領土糾紛，塔吉克议会投票支持划给中华人民共和国1千平方公里的土地，只占有争议土地面积的3%稍多一点。
塔吉克外交部长扎里菲把这次土地转让称为是塔吉克斯坦的一次外交胜利，因为中国早期宣称对2万8千平方公里的塔吉克领土拥有主权。不过，塔吉克斯坦的反对派领导人则对此有不同看法，称这个举动並不符合宪法，而且這本來就是塔吉克控制的土地。
2011年9月20日，中华人民共和国和塔吉克斯坦共和国边防部队代表在帕米尔高原中方第75号界桩处举行中塔新划定国界交接仪式。
塔吉克與吉爾吉斯也歷來存在邊界爭議。蘇聯瓦解，兩國爭議台面化，雙方970公里的邊界至今只有504公里劃定，尚有70處地段存有爭議，雙方邊境衝突不斷。2022年3月10日雙方邊防部隊交火，塔吉克媒體聲稱是吉方巡邏隊入侵並要求塔軍後撤，塔軍拒絕後爆發槍戰，造成塔軍1人死亡，2人受傷事件。

## 行政區劃
全國共分為三個州、一個區、一個直轄市。各州和中央直辖区下分为62区（raions）、14区级市和2个hukumat。
分別為：
- 戈爾諾－巴達赫尚自治州（Вилояти Мухтори Кӯҳистони Бадахшон）
  - 霍羅格1（Хорӯғ）
- 索格特州（原列寧納巴德州）
  - 苦盏1（Хуҷанд，舊名列寧納巴德/Ленинобод）
  - 伊斯法拉（Исфара）
  - 科尼博多姆（Конибодом）
  - 彭吉肯特（Панҷакент）
  - 塔博沙尔（Табошар）
  - 伊斯塔拉夫尚（Истаравшан），舊名烏拉秋別（Ӯротеппа）
- 哈特隆州（1993年由原來之庫里亞布州及庫爾干秋別州合併而成）
  - 庫爾干秋別1（Бохтар）
  - 庫里亞布（Кӯлоб，又譯庫洛布）
  - 努列克（Норак）
  - 萨班特（Сарбанд）
- 共和国直辖区
  - 科法尔尼洪1（Кофарниҳон）
  - 图尔松扎德（Турсунзода，又譯图尔孙扎德）
  - 末合（Мурғоб，又譯羅貢、洛貢）
- 杜尚別市（Душанбе）

註：標有1表示為該區之首府。

### 其他重要城市

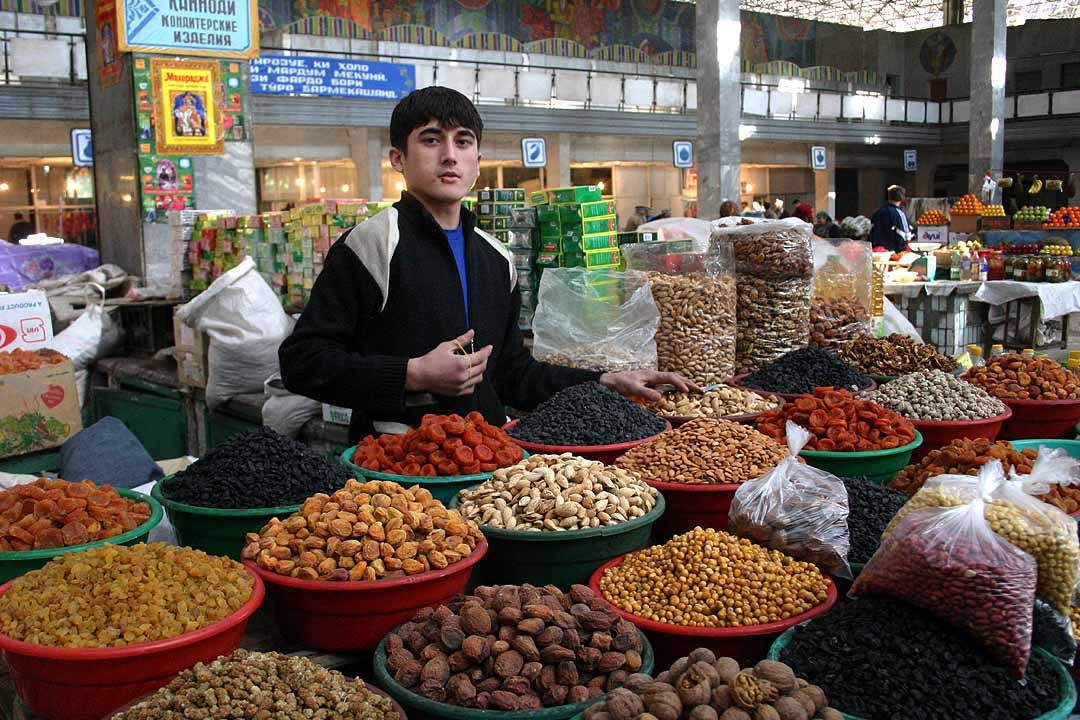
首都農業市場

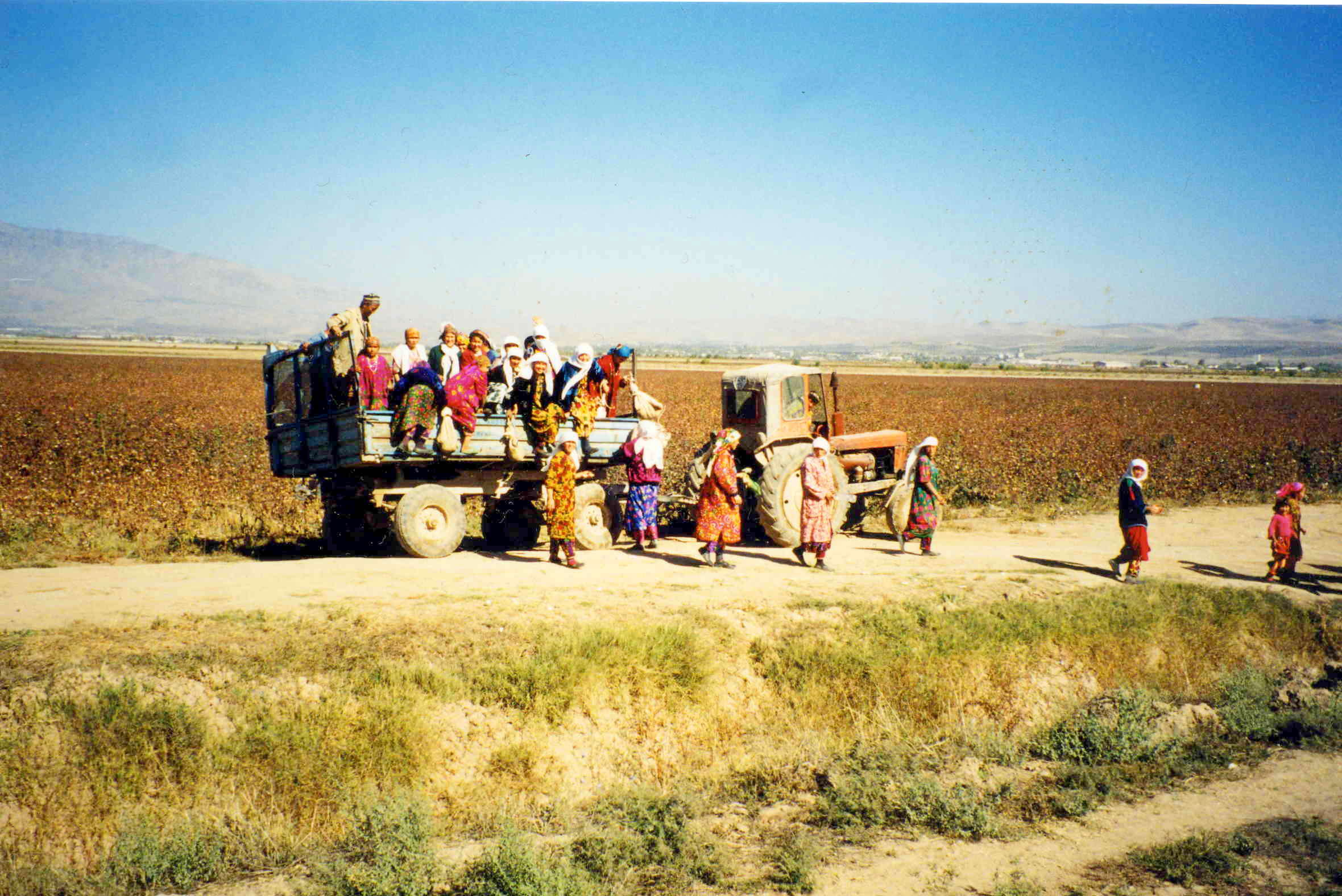
南方棉花田

- 哈特隆州
  - 艾瓦茲（Айвадз）
  - 瓦罕
  - 舒格楠
  - 法爾霍

## 经济

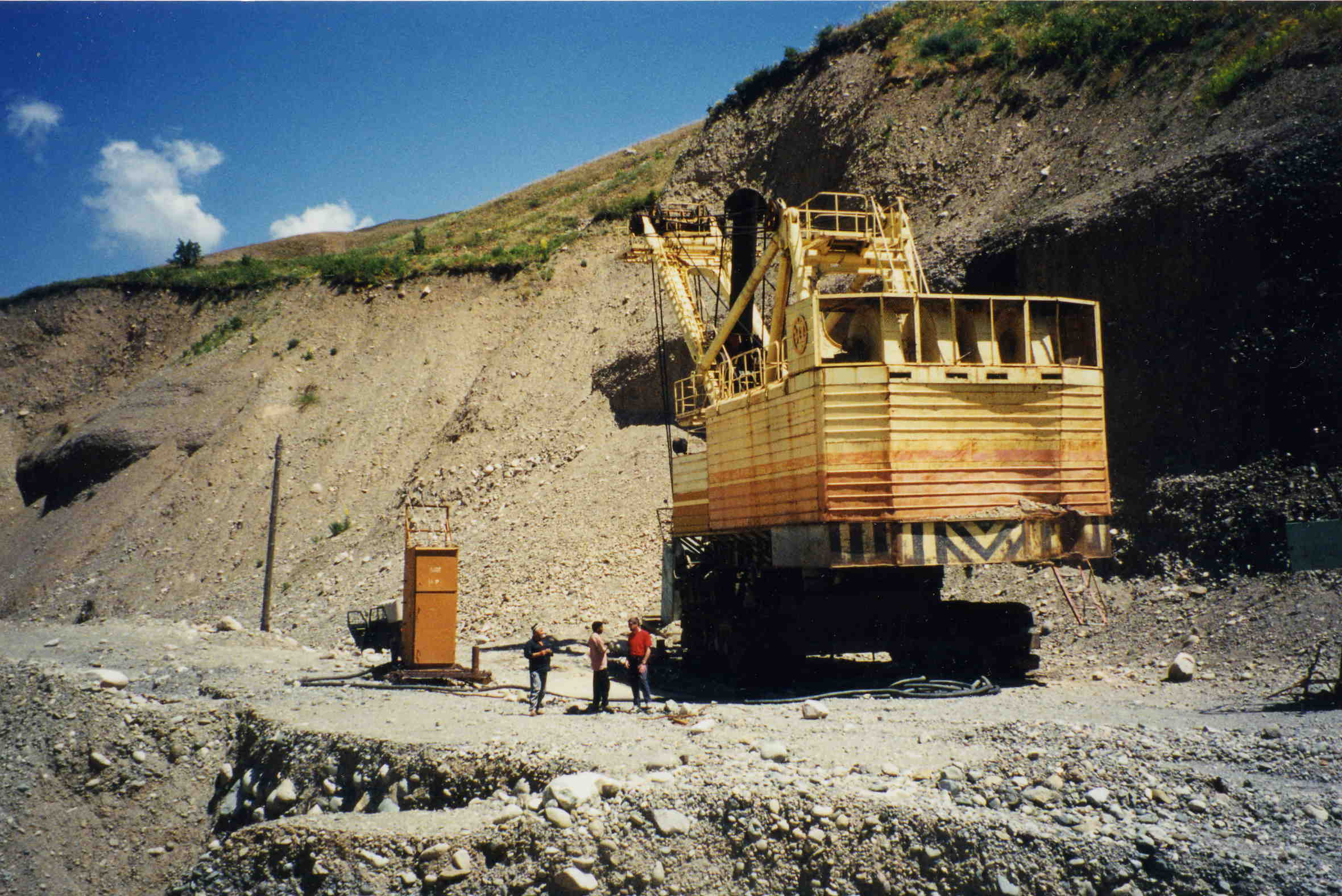
銀礦場

### 国内生产
截至2024年，塔吉克斯坦经济呈现显著增长，国内生产总值（GDP）达1543亿索莫尼（约合142亿美元），较2023年增长8.4%，较2019年的79亿美元水平实现近一倍跃升。按总人口1036万计算，人均GDP约1370美元，预计2025年经济增速将维持在7%，主要依赖矿业开发，冶金与基础设施投资驱动。
工业产值占GDP比重超过三分之一，2024年工业总规模达530亿索莫尼（约48亿美元），其中采矿业占17亿美元。
塔吉克斯坦为全球第二大锑生产国（2023年产量2.1万吨，占全球26%），2025年锑产量目标3万吨，预计贡献产值17亿美元。
石油产品产值2024年激增120%，金属制品增长18.1%。
尽管农业占比下降，但其仍为重要基础产业。

### 对外贸易
2024年贸易额同比增长24%，其中对华出口增速达58%。中国是塔吉克斯坦最大外资来源国，累计投资超38亿美元，涉及矿业开发（如华钰矿业康桥奇锑金矿）、工业园区等600个合作项目。
主要出口商品包括锑锭，黄金及铝材，其中黄金产量2024年达5吨（紫金矿业主导），2026年目标翻倍至10吨。  

### 债务问题
2025年约38亿美元，债务情况良好。

## 政治

### 体制
1994年11月6日，塔吉克斯坦以全民公决方式通过了独立后的第一部宪法。根据新宪法，由此前的半总统制改为总统制，目标是建立民主、法制、世俗的国家。总统为国家元首、政府首脑和國家軍隊统帅，由全民直接选举产生，每届任期7年。

### 宪法
1999年9月26日，以全民公决方式通过新宪法，对1994年11月的宪法做了修改。新宪法规定：在塔建立世俗、民主、法制国家；实行总统制；总统为国家元首、政府首脑和部队的统帅，由全民直接选举产生，每届任期七年，可连任一届。
最高议会称“马吉利西·奥利”，为两院制国家议会，是国家最高代表机关和立法机关。上院称“马吉利西·米利”（民族院），下院称“马吉利西·纳莫扬达贡”（代表会议）。
上院33名议员，其中由索格特州、哈特隆州、戈尔诺-巴达赫尚自治州、中央直属区和杜尚别市地方议会各选5人，其余8人由总统直接任命，任期5年。塔国总统为上院终身议员。上院主要职能是：确定、修改、撤销国家行政区划；根据总统提议而选举和罢免宪法法院院长、副院长，最高法院院长、副院长，总检察长、副总检察长等。
下院设63个议席，其中41个按地方选区由选民选出，22个由党派选举中得票率超过5%的党派推选，任期5年。下院的主要职能是：组建选举及全民公决委员会；就法律草案提请全民公决；批准国家经济和社会发展计划；批准获取和发放国家贷款；批准总统令等。

### 政府
2006年11月30日，拉赫蒙总统签署命令，将政府组成由27个部委精简为17个，另设13个政府直属机构。

### 司法机构
包括宪法法院、最高法院、最高经济法院、军事法院、总检察院、军事检察院及各地方法院和检察院。

### 政党
1999年8月初塔吉克联合反对派解散武装后不久，塔吉克司法部正式解除对反对派政党活动的禁令，9月26日塔吉克以全民公决方式通过的宪法修正案中包括允许建立宗教性质政党内容。目前主要有8个政党：
- 塔吉克斯坦人民民主党：人民民主党原名人民党，1994年12月10日成立，1997年6月更名为人民民主党。
- 塔吉克斯坦共产党：1924年成立。其目标为：促进社会进步力量联合，进行旨在巩固国有和公有制形式的所有制改革，建立面向社会的市场经济，改善人民生活，保障人的权利、自由和全面发展。
- 塔吉克斯坦伊斯蘭復興黨：成立于1990年10月。基本宗旨是建立政教合一的伊斯兰国家，同时主张遵守含有规定国体为世俗制的现行国家宪法。该党主要社会基础在农村。塔吉克斯坦内战爆发后，该党成为武装联合反对派核心，1993年6月被取缔。1999年8月在反对派首领努里宣布放弃武装后，该党活动被解禁。现有约2.5万名党员。主席为穆·季·卡比里。
- 塔吉克斯坦社会党：社会党成立于1996年6月。主张社会平等，保障人权，特别是中下层劳动者的权益。原主席萨·肯贾耶夫（原议会法制和人权委员会主席）于1999年8月遇刺身亡，舍·肯贾耶夫任代主席。2004年8月，该党分裂为“纳尔济耶夫派”和“加法罗夫派”，两派互相指责对方非法。“加法罗夫派”社会党在司法部获准注册。目前约有5千名党员。
- 塔吉克斯坦社会民主党：社会民主党成立于1998年3月。主张促进塔社会公正，在宽容、尊重和保护人性的基础上，发展社会民主思想、法制国家和多党制。主席拉·佐伊罗夫（Р.Зоиров）。目前约有5千名党员。
- 吉克斯坦经济改革党：经济改革党2005年9月在杜尚别成立，当年10月28日在塔司法部登记为合法政党。该党主张提高政府工作效率，为中小企业发展创造条件；反对土地私有化，主张由国家统筹合理地使用土地资源。
- 塔吉克斯坦民主党：民主党成立于1990年8月。其宗旨为建立塔民主社会，保障公民自由及其政治经济权利。内战开始后被宣布为非法。1994年9月分裂为支持政府的“德黑兰派”和反政府的“阿拉木图派”。主席伊斯坎达罗夫2005年10月被塔最高法院以从事恐怖活动等罪行判处23年监禁。2006年4月民主党内部成立以马苏德·索比罗夫为首、亲现政权的“祖国”党团。司法部予以重新登记并承认索为该党合法主席。
- 塔吉克斯坦农业党：农业党2005年10月1日在杜尚别成立，当年11月15日在塔司法部登记为合法政党。该党纲领是加强国家的经济独立性和粮食自给，提高农产品产量和质量，改善农民生活条件。主席为阿·卡拉库洛夫。

### 軍事
塔吉克邊防軍

## 國際關係
截至2024年9月，塔吉克斯坦共和国已经与186个国家建交，包括183个联合国成员国，梵蒂冈、巴勒斯坦和马耳他骑士团。

### 与中国的关系

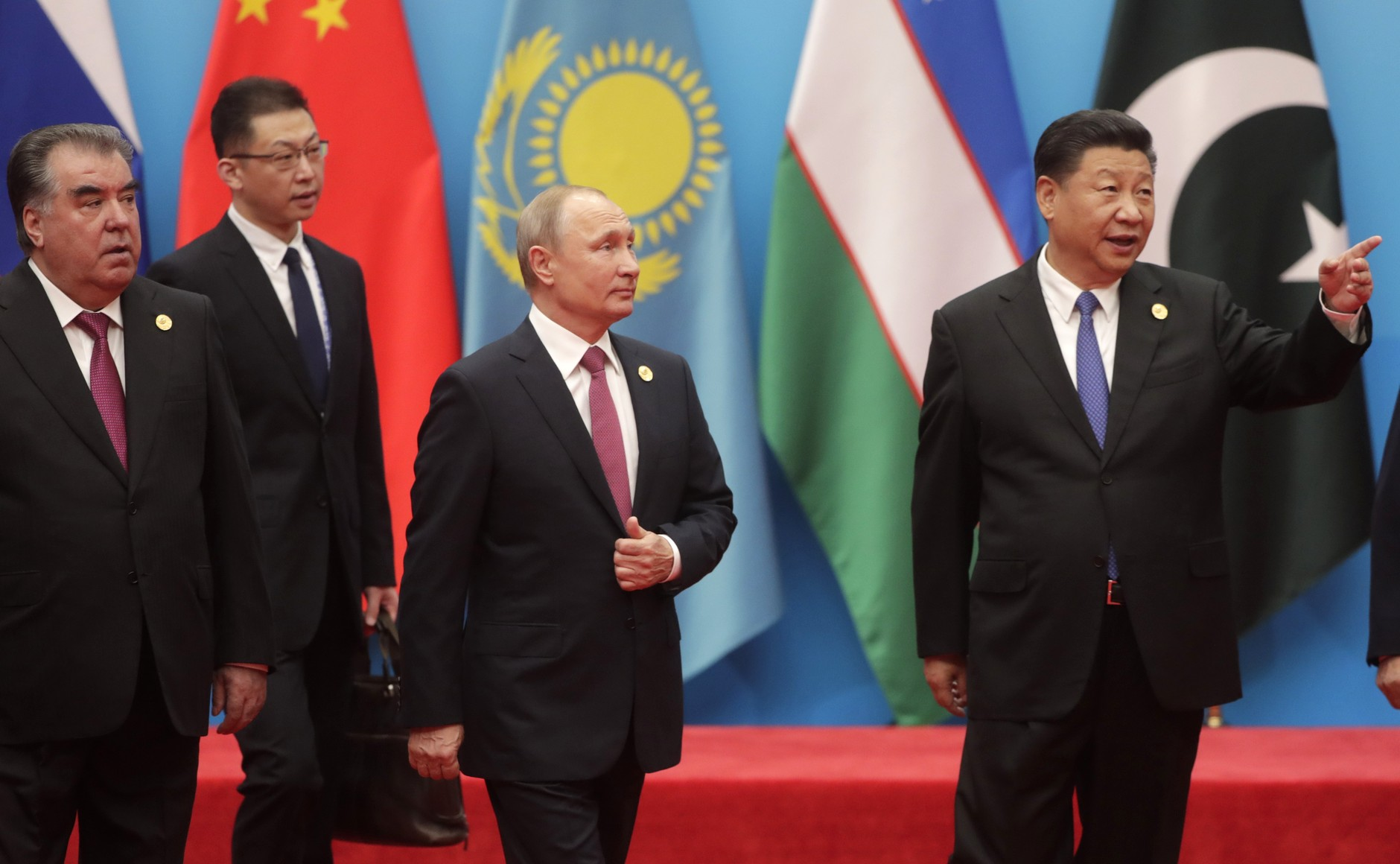
塔吉克斯坦总统拉赫蒙（左一）与中国国家主席习近平、俄罗斯总统普京出席上海合作组织会议

中国与塔吉克斯坦同为上海合作组织成员国。2013年，中塔兩國签訂協議，決定將兩國之間的雙邊关系提升為「战略合作伙伴关系」；塔吉克总统埃莫馬利·拉赫蒙也经常表示中国是塔吉克的「偉大鄰國」，又指發展對華关系是塔吉克外交的优先方向。
2017年8月31日，两国签订了《中华人民共和国和塔吉克斯坦共和国关于建立全面战略伙伴关系的联合声明》，并签署《中塔合作规划纲要》，扩大和深化安全、基础设施建设、投资、经贸、能源资源、农业、金融、人文、生态环保等领域合作。2019年双方宣布，进一步深化全面战略伙伴关系。塔吉克斯坦表示，坚定奉行一个中国原则，重申中华人民共和国政府是代表全中国的唯一合法政府，台湾、西藏是中国领土不可分割的一部分。塔方反对任何形式的“台湾独立”，支持两岸关系和平发展和中国政府为实现国家和平统一所作的一切努力。
2021年7月14日，中国外交部长王毅访问塔吉克斯坦，并与塔吉克斯坦外长穆赫里丁举行会谈。王毅强调，中方将继续向塔方提供疫苗支持，加强发展战略对接，做大“中国-中亚五国”合作机制，帮助塔吉克斯坦办好上海合作组织峰会。双方还专门就阿富汗当前局势及下步演变深入交换了意见，就加强两国安全合作、维护边境地区稳定达成了重要共识。

### 与俄罗斯的关系
塔吉克斯坦是中亞第一個去俄罗斯化的中亞國家，2007年3月22日，该国总统拉赫莫诺夫宣布，为了去除俄罗斯化痕迹，决定将自己的名字的斯拉夫语后缀-ов去掉，改名“拉赫蒙”同时移除父名沙利波维奇。3月28日，其官方发言人表示，这仅仅是拉赫蒙的个人行为，并不是国家性的强制政策。但随后，全国各地的数十名政府官员，国会议员和公务员都从他们的姓氏中删除了俄罗斯式的父名和姓氏中的“-ов”后缀。2016年4月，塔吉克斯坦更宣布该国新生儿不再允许使用斯拉夫式的姓氏后缀和父名作为姓名。尽管如此，塔吉克斯坦仍然是中亞比較親俄的國家，因昔日深受蘇聯管治影響，俄語迄今在塔吉克斯坦社会中拥有重要地位，蘇聯解體後，本土語言塔吉克語開始普及使用及重視，但仍然使用西里尔字母书写。
2022年10月14日於哈薩克首都阿斯塔納舉行的獨立國家國協（CIS）峰會上，其總統埃莫馬利·拉赫蒙與俄羅斯聯邦總統弗拉迪米爾·普丁嚴肅溝通長達七分多鐘；弗拉迪米爾·普丁沒有回應，場面一度相當地尷尬。

### 与伊朗的关系
塔吉克斯坦的官方语言塔吉克语与伊朗的波斯语很相近，部分塔吉克人视塔吉克语为波斯语的一个方言。因历史文化缘故，塔吉克与與伊朗關係良好，支持伊朗加入上海合作組織。

### 与乌兹别克斯坦的关系
塔吉克族是烏茲別克撒馬爾罕與布哈拉地区主要的少数民族，但蘇聯把它們划分給烏茲別克斯坦，因此塔吉克人一直高喊要取回聖地和故土。同时，塔吉克亦因为烏茲別克斯坦有邊界領土爭端而對烏茲別克斯坦以及俄羅斯有一些不滿。亦有分析人士指出，乌兹别克与塔吉克“正在進行一場未宣布的冷戰”，这嚴重影响了两国关系。此外，塔吉克斯坦在阿姆河支流的瓦赫什河興建羅貢垻進行發電，並表示这將有利于塔吉克发展铝业、减少对烏茲別克的電力依赖。但烏茲別克斯坦政府認為這將使阿姆河乾涸，影响棉花產業的正常发展，2012年，烏茲別克斯坦總統伊斯蘭·卡里莫夫更是在不點名的情況下表示，羅貢垻項目可能會導致中亞地區的戰爭。
在沙夫卡特·米罗莫诺维奇·米尔济约耶夫出任烏茲別克總統後，塔吉克与烏茲別克斯坦的關係得到了改善。 自2016年9月以來，米尔济约耶夫和埃莫马利·拉赫蒙多次會面，米尔济约耶夫也於2018年3月，對杜尚別進行了歷史性訪問，在貿易，經濟，投資，金融，運輸和運輸，農業，水利等領域与塔吉克簽署了27項雙邊協議。两国元首亦同意在安全和打擊犯罪領域及能源，稅收，海關，旅遊，教育和科學，衛生，文化，區域間加强合作。

### 与阿富汗的关系
塔吉克只承認阿富汗伊斯兰共和国为合法政权，并且支持由阿姆魯拉·沙雷和小馬蘇德所帶領的全國抵抗陣線，不承認且反對塔利班所代領的阿富汗伊斯兰酋长国。

## 人口

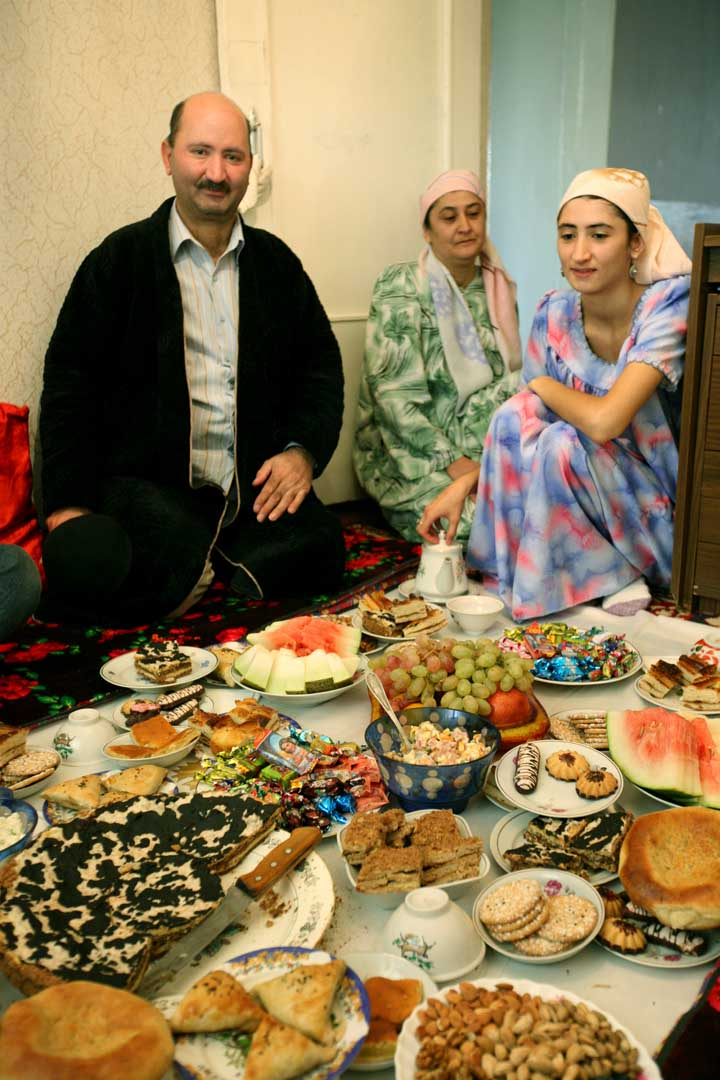
塔吉克家庭

2000年塔吉克人口共612.7万人，有86个民族，塔吉克族为塔吉克斯坦主要的民族，占全国人口的84.3%，乌兹别克族则为该国第二大民族，占总人口的13.8%，此外，该国还有哈萨克族、吉尔吉斯族、俄罗斯族、鞑靼族、乌克兰族、高麗族等一些少数民族。由于塔吉克斯坦独立后经济状况欠佳，许多定居于该国的俄罗斯族已经回到俄罗斯。

## 宗教
伊斯蘭教是迄今為止是塔吉克斯坦最廣泛主要的宗教。根據2009年美國國務院調查指出，塔吉克斯坦有98％的穆斯林（約95％遜尼派和3％什葉派）。伊斯蘭教遜尼派在中亞的有著1200年的歷史，包括伊些塔吉克塔里卡穆斯林。帕米爾人為什葉派中的伊斯瑪儀派穆斯林，儘管受到迫害，伊斯瑪儀派仍然在帕米爾高原中存在。東正教是塔吉克斯坦第二大信仰，是許多烏克蘭族和俄羅斯族的歷史信仰。在杜尚別有一間東正教的聖尼古拉斯大教堂，為東正教信徒服務。塔吉克国内的其他基督教教派包括天主教會、基督復臨安息日會和浸信會；也有一小部分亞美尼亞使徒教會。除此之外塔吉克斯坦也有一個小型猶太人社群。此外，瑣羅亞斯德教、巴哈伊教和印度教在塔吉克斯坦也有少量信徒。

## 人權

### 新聞自由
塔吉克自1990年至2001年曾發生多宗記者被殺或失蹤事件，現在塔吉克的治安稍趨穩定，但新聞自由仍遭受嚴重打壓。2019年，塔吉克斯坦在新闻自由指数上得54.02分，在参评的180个国家和地区中排名第161名，属于新闻不自由。

### 宗教信仰自由
塔吉克斯坦憲法規定了宗教自由，塔吉克斯坦政府亦宣称尊重這一權利。但塔吉克斯坦对于基要主义化问题极其敏感，自2013年起，塔吉克斯坦禁止18歲以下的人公開從事宗教活動。

### 婚姻自由與女權
塔吉克作風保守，仍然保有盲婚啞嫁的風俗，新娘在婚前需到官方機構進行檢測證明自己是處女。2017年一名24歲塔吉克男子懷疑18歲新娘並非處女，縱使官方再三認證新娘為處女但男子仍休妻再娶，新娘不堪受辱自盡。

## 交通

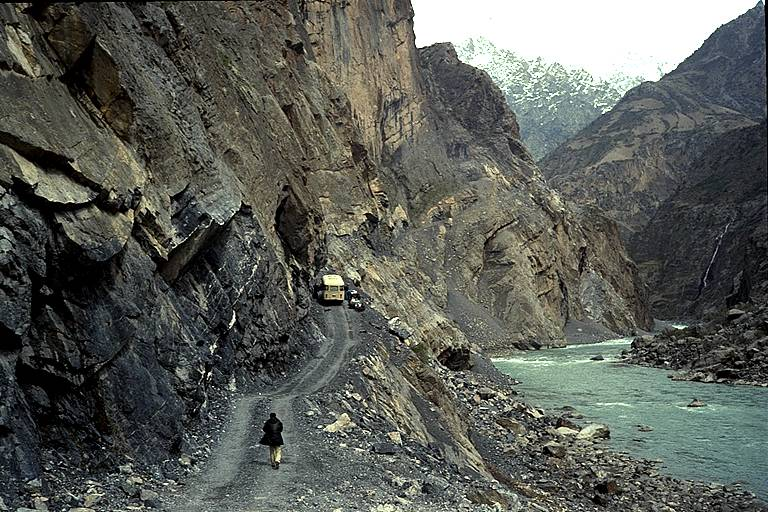
位於杜尚貝與霍羅格之間的帕米爾公路

塔吉克因地勢複雜而導致交通狀況欠佳，帕米爾高原公共運輸发展更加落后。连接该国与邻国乌兹别克斯坦、吉尔吉斯斯坦与阿富汗的帕米爾公路是该国最主要的公路干线。

### 鐵道

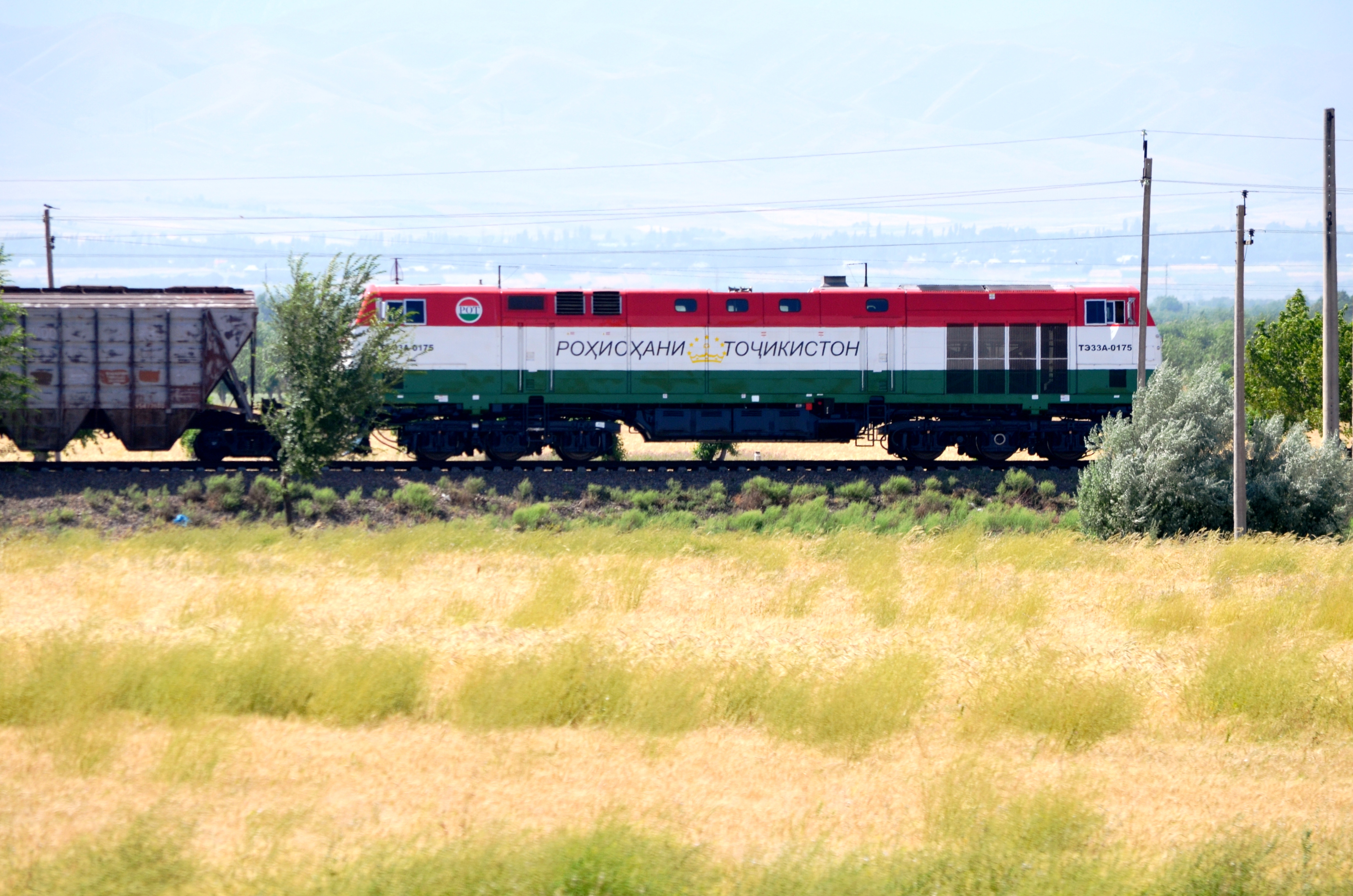
塔吉克斯坦铁路交通上一辆TE33A号蒸汽列车

塔吉克斯坦的鐵道运输业并不发达，仅拥有680公里非电气化单轨铁路，铁路寬度约1520毫米。塔吉克斯坦的铁路运输系统将本国西部主要中心城市与邻国乌兹别克斯坦的轨道交通连接。1999年，一条新线路接通了两个南部城市古尔冈特帕和库洛布。2016年，随着另一条线路的开通，古尔冈特帕和库洛布这两个城市与首都杜尚别自此连通，同时新线路也连接了本国南部和中部的铁路系统。然而，靠近苦盏的北部铁路运输干线仍未与杜尚别等南部城市的干线连接；因此当地乘客通常只能搭乘经行乌兹别克斯坦的长途铁路运输从北部铁路系统前往杜尚别等城市。截至2017年，北部铁路运输干线的客运服务仅限于从杜尚别和苦盏到莫斯科的不频发国际列车、杜尚别到苦盏（途径乌兹别克斯坦）的周次列车、从杜尚别到帕赫塔奥博德的每日班车以及库洛布到沙尔图兹每周两次的当地列车。

### 航空

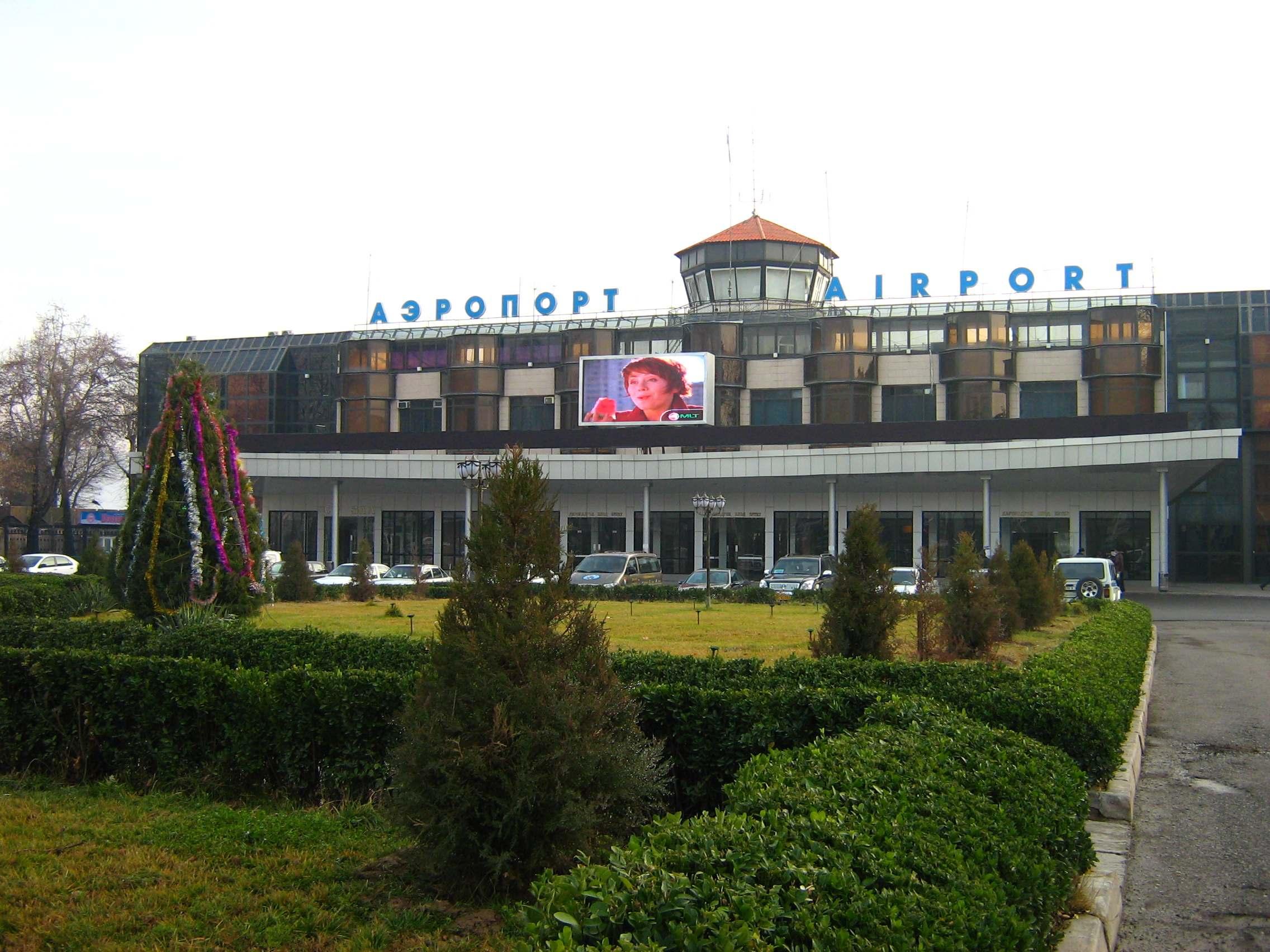
杜尚别国际機場

塔吉克航空公司总部位于该国首都杜尚别的杜尚别国际机场，和索蒙航空的樞紐機場亦设于此，该机场也是塔吉克斯坦最主要的机场。除此之外，在苦盏、霍罗格等国内重要城市也有地方机场。

### 有轨电车

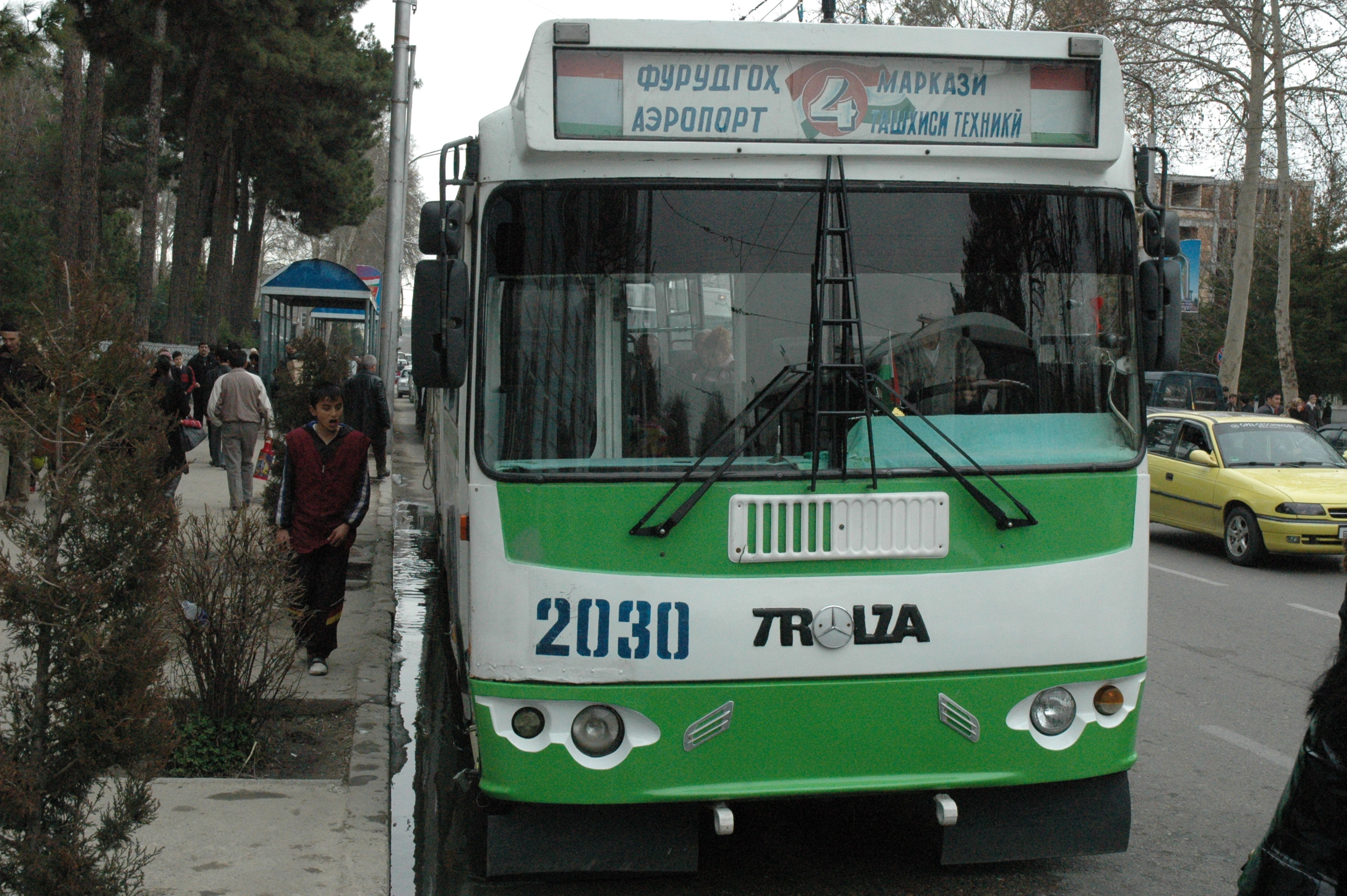
Trolza ZiU-682-016有轨电车四号线路

1955年，塔吉克斯坦在杜尚别开通了有轨电车线路，至2006年已经拥有八条线路。

## 外部連結
- 塔吉克斯坦的各河流域（页面存档备份，存于）
- 塔吉克斯坦土壤分布 （页面存档备份，存于）
- 塔吉克斯坦保护区分布 （页面存档备份，存于）
- 塔吉克斯坦农作物分布 （页面存档备份，存于）
- 塔吉克斯坦交通图 （页面存档备份，存于）
- 塔吉克斯坦发电站分布 （页面存档备份，存于）